# Варшава-Охота
Варшава-Охота (пол. Warszawa Ochota) — остановочный пункт железной дороги в Варшаве (расположен в районе Охота), в Мазовецком воеводстве Польши. Имеет 1 платформу и 2 пути. Относится по классификации к категории B, то есть обслуживает от 1 до 2 миллионов пассажиров ежегодно.
Построен в 1963 году остановочный пункт (платформа пассажирская) на железнодорожной линии Варшава-Западная — Варшава-Рембертув.
Архитекторы — Арсениуш Романович (пол.) и Пётр Жиманяк (пол. Piotr Szymaniak).